# Paraoa
Paraoa (o Tohora, o Hariri) è un piccolo atollo appartenente all'arcipelago delle Isole Tuamotu nella Polinesia francese. È localizzato 76 km a sud del punto più occidentale dell'atollo di Hao e 52 km ad est dell'atollo Manuhangi (la terra emersa più vicina).

## Geografia
L'atollo Paraoa ha una forma ovale, con una lunghezza di 8,5 km per una larghezza massima di 5,5 km. La sua laguna non ha passaggi che la connettono con l'oceano, il che rende questo piccolo atollo piuttosto inaccessibile.
L'atollo Paraoa è disabitato.

## Storia
Il primo europeo di cui si abbia notizia a giungere a Paraoa fu il navigatore inglese Samuel Wallis nel 1767; egli chiamò l'atollo Gloucester.

## Amministrazione
Paraoa fa parte del comune di Hao (centro principale: Otepa), che comprende anche Ahunui (disabitata), Manuhangi (disabitata) e Nengo Nengo.